# Галата (Болгарія)
Гала́та (болг. Галата) — село в Ловецькій області Болгарії. Входить до складу общини Тетевен.

## Населення
За даними перепису населення 2011 року у селі проживали 2596 осіб.
Національний склад населення села:
| Національність   | Кількість осіб | Відсоток |
| ---------------- | -------------- | -------- |
| болгари          | 2442           | 97,0 %   |
| турки            | 6              | 0,2 %    |
| цигани           | 0              | 0 %      |
| інша             | 10             | 0,4 %    |
| не визначились   | 60             | 2,4 %    |
| Всього відповіли | 2518           |          |

Розподіл населення за віком у 2011 році:
Динаміка населення: